# Carbono azul

Ciclo del carbono.

El carbono azul es el carbono capturado por los ecosistemas oceánicos costeros del mundo, principalmente manglares, marismas salinas, pantanos, praderas marinas, turberas y potencialmente macroalgas.
Históricamente el océano, la atmósfera, el suelo y los ecosistemas forestales han sido los sumideros más grandes de carbono natural (C). Nuevas investigaciones en el papel de los ecosistemas costeros vegetales ha subrayado su potencial como sumideros de carbono altamente eficientes, y ha llevado al reconocimiento científico del "carbono azul". El "carbono azul" se refiere al carbono que se fija a través de los ecosistemas oceánicos costeros, a diferencia del carbono que se secuestra a través de los ecosistemas tradicionales terrestres, como los bosques. Aunque los hábitats vegetados de los océanos cubren menos del 0.5% del relieve oceánico, son responsables por más del 50%, y potencialmente hasta el 70%, de todo el secuestro de carbono en los sedimentos oceánicos. Los manglares, las marismas salinas, los pantanos, las turberas y las praderas marinas conforman la mayoría de los hábitats vegetados del océanos pero solamente equivalen al 0.05% de la biomasa vegetal en la tierra. A pesar de su pequeña huella, pueden capturar una suma anual de carbono comparable y son sumideros de carbono altamente eficientes. Las praderas marinas, los manglares y las marismas salinas pueden capturar el dióxido de carbono (CO2) de la atmósfera secuestrando el C en sus sedimentos subyacentes, en la biomasa subterránea y bajo tierra, y en la biomasa muerta.
En la biomasa vegetal, como hojas, tallos, ramas o raíces, el carbono azul puede ser secuestrado por años o décadas, y por miles o millones de años en sedimentos vegetales subyacentes. Las estimaciones actuales de la capacidad de enterramiento de carbono azul C a largo plazo son variables, y el tema continúa siendo investigado. Aunque los ecosistemas costeros con vegetación cubren menos área y tienen menos biomasa aérea que las plantas terrestres, tienen el potencial de afectar el secuestro de C a largo plazo, particularmente en sumideros de sedimentos.
Una de las principales preocupaciones con el carbono azul es que la tasa de pérdida de estos importantes ecosistemas marinos es mucho mayor que la de cualquier otro ecosistema del planeta, incluso en comparación con los bosques lluviosos. Las estimaciones actuales sugieren una pérdida de 2-7% por año. Esto significa que los ecosistemas marinos están perdiendo su capacidad de capturar carbono y también perdiendo el hábitat. Este hábitat es importante para el manejo del clima, la protección costera y la salud.

## Tipos de ecosistemas de carbono azul

### Pastos marinos

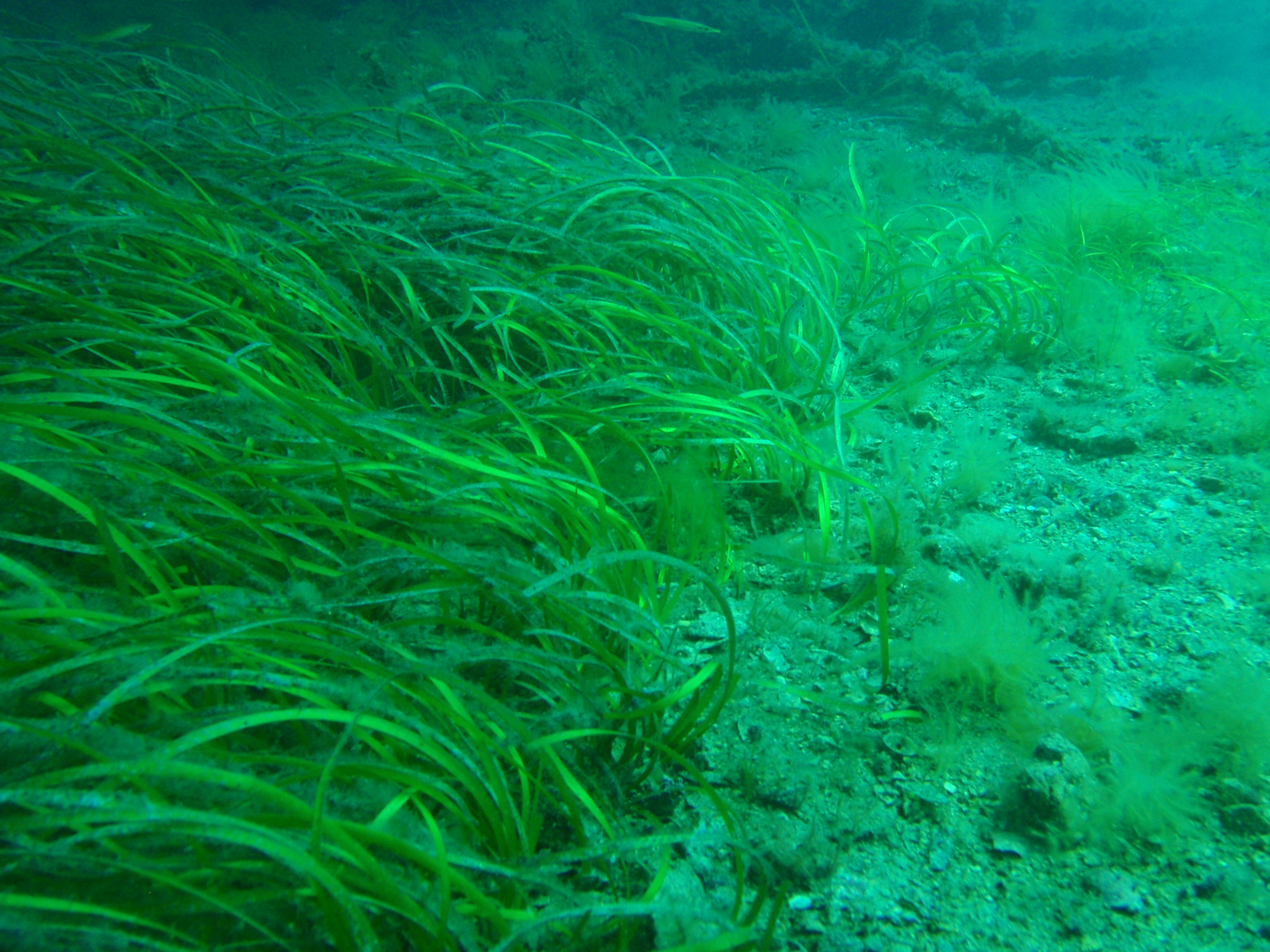
Pasto marino en el embarcadero de Rapid Bay, Australia del Sur.

Los pastos marinos son un grupo de unas 60 especies de angiospermas que se han adaptado a la vida acuática y pueden crecer en praderas a lo largo de las costas de todos los continentes, excepto en la Antártida. Las praderas marinas se forman en profundidades máximas de hasta 50 m, dependiendo de la calidad del agua y la disponibilidad de luz, y pueden incluir hasta 12 especies diferentes en un prado. Estas praderas marinas son hábitats altamente productivos que brindan muchos servicios ecosistémicos, incluida la estabilización de sedimentos, el hábitat y la biodiversidad, una mejor calidad del agua y el secuestro de carbono y nutrientes. El área actual documentada de pastos marinos es 177,000km², pero se cree que subestima el área total ya que muchas áreas con grandes praderas de pastos marinos no se han documentado a fondo.  Las estimaciones más comunes son de 300,000 a 600,000   km 2, con hasta 4,320,000   km 2 hábitat de pastos marinos adecuado en todo el mundo. Aunque el pasto marino representa solo el 0.1% del área del fondo del océano, representa aproximadamente el 10-18% del entierro total de carbono oceánico. Actualmente, se estima que las praderas de pastos marinos globales almacenan hasta 19.9 Pg (gigatones, o mil millones de toneladas) de carbono orgánico.  El carbono se acumula principalmente en los sedimentos marinos, que son anóxicos y, por lo tanto, preservan continuamente el carbono orgánico de las escalas de tiempo decenal-milenario. Las altas tasas de acumulación, bajo oxígeno, baja conductividad de sedimentos y tasas de descomposición microbiana más lentas fomentan el entierro de carbono y la acumulación de carbono en estos sedimentos costeros.  En comparación con los hábitats terrestres que pierden reservas de carbono como CO 2 durante la descomposición o por disturbios como incendios o deforestación, los sumideros de carbono marinos pueden retener C por períodos de tiempo mucho más largos. Las tasas de secuestro de carbono en los prados de pastos marinos varían según las especies, las características del sedimento y la profundidad de los hábitats, pero en promedio la tasa de entierro de carbono es de aproximadamente 138 g C m −2 año −1 . Los hábitats de pastos marinos están amenazados por la eutrofización costera, el aumento de la temperatura del agua de mar,  aumento de la sedimentación y el desarrollo costero,  y el aumento del nivel del mar que puede disminuir la disponibilidad de luz para la fotosíntesis . La pérdida de pastos marinos se ha acelerado en las últimas décadas, de 0.9% por año antes de 1940 a 7% por año en 1990, con aproximadamente 1/3 de pérdida global desde la Segunda Guerra Mundial. Los científicos fomentan la protección y la investigación continua de estos ecosistemas para el almacenamiento de carbono orgánico, hábitat valioso y otros servicios ecosistémicos. 

### Manglares

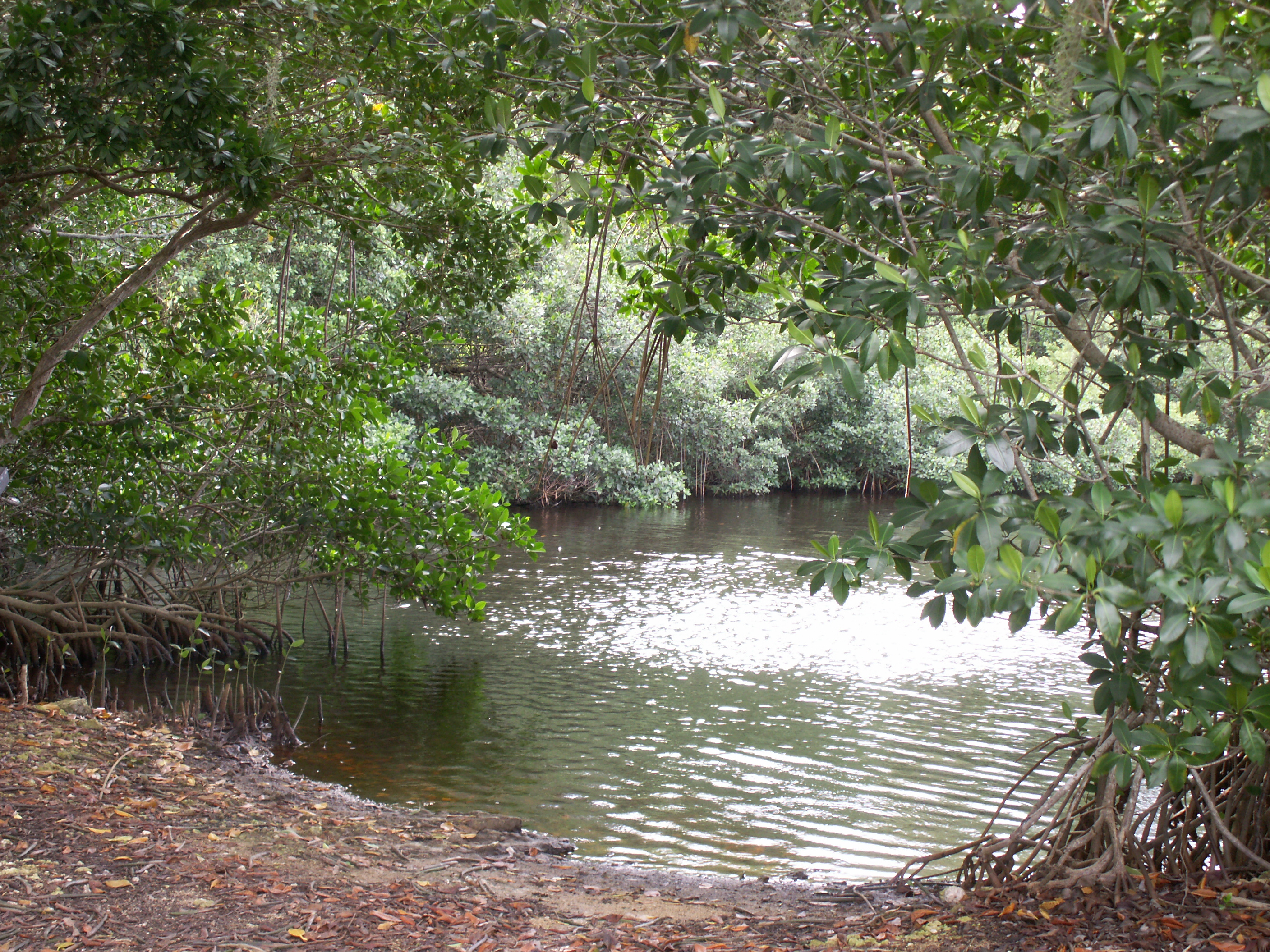
Bosque de manglar en el parque nacional Everglades, Florida.

Los manglares son halófilas leñosas que forman bosques intermareales y brindan muchos servicios ecosistémicos importantes que incluyen protección costera, criaderos de peces y crustáceos costeros, productos forestales, recreación, filtración de nutrientes y secuestro de carbono. Los manglares se encuentran en 105 países, así como en las áreas administrativas especiales de China (Hong Kong y Macao), las cuatro provincias francesas de ultramar de Martinica, Guayana, Guadalupe y Mayotte y el área disputada de Somalilandia. Crecen a lo largo de las costas en aguas subtropicales y tropicales, dependiendo principalmente de la temperatura, pero también varían con la precipitación, las mareas, las olas y el flujo de agua. Debido a que crecen en la intersección entre la tierra y el mar, tienen componentes semi-terrestres y marinos, que incluyen adaptaciones únicas que incluyen raíces aéreas, embriones vivíparos y mecanismos de retención de nutrientes altamente eficientes. A nivel mundial, los manglares almacenaron 4,19 ± 0,62 Pg (IC 95%) de carbono en 2012, con Indonesia, Brasil, Malasia y Papua Nueva Guinea representando más del 50% del stock mundial. 2.96 ± 0.53 Pg del stock global de carbono está contenido dentro del suelo y 1.23 ± 0.06 Pg en la biomasa viva. De este 1.23 Pg, aproximadamente 0.41 ± 0.02 Pg está en la biomasa subterránea en el sistema radicular y aproximadamente 0.82 ± 0.04 Pg está en la biomasa viva sobre el suelo
La cobertura mundial del dosel de manglar se estima entre 83,495 km² y 167.387 km² en 2012 con Indonesia que contiene aproximadamente el 30% de toda la superficie mundial de bosques de manglares. Los manglares son responsables de aproximadamente el 10% del entierro global de carbono, con una tasa de entierro de carbono estimada de 174 g C m −2 año −1. Los manglares, como los pastos marinos, tienen el potencial de altos niveles de secuestro de carbono. Representan el 3% del secuestro global de carbono por parte de los bosques tropicales y el 14% del entierro de carbono del océano costero global. Los manglares se ven perturbados naturalmente por inundaciones, tsunamis, tormentas costeras como ciclones y huracanes, rayos, enfermedades y plagas, y cambios en la calidad o temperatura del agua. Aunque son resistentes a muchas de estas perturbaciones naturales, son muy susceptibles a los impactos humanos, incluidos el desarrollo urbano, la acuicultura, la minería y la sobreexplotación de mariscos, crustáceos, peces y madera. Los manglares proporcionan servicios ecosistémicos de importancia mundial y secuestro de carbono y, por lo tanto, son un hábitat importante para conservar y reparar cuando sea posible.

### Pantanos

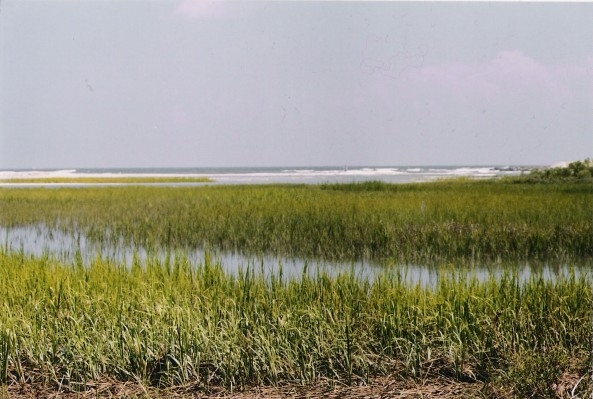
Marisma en Hilton Head

Los pantanos, ecosistemas intermareales dominados por vegetación herbácea, se pueden encontrar globalmente en las costas desde el ártico hasta los subtropicales. En los trópicos, los pantanos son reemplazados por manglares como la vegetación costera dominante. Los pantanos tienen una alta productividad, con una gran parte de la producción primaria en biomasa subterránea. Esta biomasa subterránea puede formar depósitos de hasta 8 m de profundidad. Las marismas proporcionan un valioso hábitat para plantas, aves y peces juveniles, protegen el hábitat costero de las marejadas e inundaciones, y pueden reducir la carga de nutrientes en las aguas costeras. De manera similar a los hábitats de manglares y pastos marinos, los pantanos también sirven como sumideros de carbono importantes. Los pantanos secuestran carbono en la biomasa subterránea debido a las altas tasas de sedimentación orgánica y la descomposición dominada anaeróbica. los pantanos cubren aproximadamente 22,000 a 400,000 km 2 a nivel mundial, con una tasa de entierro de carbono estimada de 210 g C m −2 año −1 .  Los pantanos han sido impactadas por los humanos durante siglos, incluida la modificación del pastoreo, la producción de heno, la recuperación de la agricultura, el desarrollo y los puertos, los estanques de evaporación para la producción de sal, la modificación de la acuicultura, el control de insectos, el poder de las mareas y la protección contra inundaciones. Los pantanos también son susceptibles a la contaminación por petróleo, productos químicos industriales, como pesticidas, y, más comúnmente, a la eutrofización. Las especies introducidas, el aumento del nivel del mar, el embalse de los ríos y la disminución de la sedimentación son cambios adicionales a largo plazo que afectan el hábitat de los pantanos y, a su vez, pueden afectar el potencial de secuestro de carbono.

### Algas
Tanto macroalgas como microalgas están siendo investigadas como posibles medios de secuestro de carbono. Debido a que las algas carecen de la compleja lignina asociada con las plantas terrestres, el carbono de las algas se libera a la atmósfera más rápidamente que el carbono capturado en la tierra. Las algas se han propuesto como para el almacenamiento de carbono a corto plazo que se puede utilizar como materia prima para la producción de diversos combustibles biogénicos. Las microalgas a menudo se presentan como una materia prima potencial para la producción de biodiésel y biometano neutro en carbono debido a su alto contenido de lípidos. Las macroalgas, por otro lado, no tienen un alto contenido de lípidos y tienen un potencial limitado como materia prima de biodiésel, aunque aún pueden usarse como materia prima para la generación de otros biocombustibles. Las macroalgas también se han investigado como materia prima para la producción de carbón vegetal. El carbón vegetal producido a partir de macroalgas tiene más nutrientes agrícolas que el producido a partir de fuentes terrestres. Otro enfoque novedoso para la captura de carbono que utiliza algas es el Sistema Integrado de Captura de Carbono y Producción de Algas a base de Bicarbonato (BICCAPS) desarrollado por una colaboración entre la Universidad Estatal de Washington en los Estados Unidos y la Universidad Dalian Ocean en China. Muchas especies de cianobacterias, microalgas y macroalgas pueden utilizar carbonato como fuente de carbono para la fotosíntesis. En el BICCAPS, las microalgas alcalinas utilizan carbono capturado de los gases de combustión en forma de bicarbonato. En Corea del Sur, las macroalgas se han utilizado como parte de un programa de mitigación del cambio climático. El país ha establecido el Cinturón de eliminación de CO2 Costero (CCRB, por sus siglas en inglés) que está compuesto de ecosistemas artificiales y naturales. El objetivo es capturar carbono utilizando grandes áreas de bosque de algas marinas.

## Restauración del ecosistema
La restauración de manglares, praderas de pastos marinos, pantanos y algas ha sido implementada en muchos países. Estos ecosistemas restaurados tienen el potencial de actuar como sumideros de carbono. Se descubrió que los prados de pastos marinos restaurados comenzaron a secuestrar carbono en los sedimentos en aproximadamente cuatro años. Este fue el tiempo necesario para que el prado alcanzara una densidad de brotes suficiente para causar la deposición de sedimentos. De manera similar, las plantaciones de manglares en China mostraron tasas de sedimentación más altas que las tierras áridas y tasas de sedimentación más bajas que los bosques de manglares ya establecidos. Se cree que este patrón en la tasa de sedimentación es una función de la corta edad de la plantación y la menor densidad de vegetación.

## Estequiometría de los nutrientes de pastos marinos
Los nutrientes primarios que determinan el crecimiento de la hierba marina son carbono (C), nitrógeno (N), fósforo (P) y luz para la fotosíntesis. El nitrógeno y el fósforo se pueden adquirir del agua de los sedimentos porosos o de la columna de agua, y los pastos marinos pueden absorber N tanto en forma de amonio (NH 4+ ) como de nitrato (NO 3− ).
Varios estudios de todo el mundo han encontrado que existe un amplio rango en las concentraciones de C, N y P en pastos marinos dependiendo de sus especies y factores ambientales. Por ejemplo, las plantas recolectadas de ambientes con alto contenido de nutrientes tenían relaciones C: N y C: P más bajas que las plantas recolectadas de ambientes con bajo contenido de nutrientes. La estequiometría de algas marinas no sigue la proporción de Redfield comúnmente utilizada como un indicador de disponibilidad de nutrientes para el crecimiento del fitoplancton. De hecho, varios estudios de todo el mundo han encontrado que la proporción de C: N: P en los pastos marinos puede variar significativamente dependiendo de su especie, disponibilidad de nutrientes u otros factores ambientales. Dependiendo de las condiciones ambientales, los pastos marinos pueden ser P-limitados o N-limitados.
Un estudio temprano de la estequiometría de algas marinas sugirió que la relación de Redfield equilibrada entre N y P para los pastos marinos es de aproximadamente 30: 1. Sin embargo, las concentraciones de N y P no están estrictamente correlacionadas, lo que sugiere que los pastos marinos pueden adaptar su absorción de nutrientes en función de la disponibilidad de nutrientes en el medio ambiente. Por ejemplo, los pastos marinos de praderas fertilizadas con excremento de aves han mostrado una mayor proporción de fosfato que las praderas no fertilizadas. Alternativamente, los pastos marinos en ambientes con mayores tasas de carga y diagénesis de materia orgánica suministran más P, lo que conduce a la limitación de N. La disponibilidad de P en T. testudinum es el nutriente limitante. La distribución de nutrientes en T. testudinum oscila entre 29.4-43.3% C, 0.88-3.96% N y 0.048-0.243% P. Esto equivale a una relación media de 24.6 C: N, 937.4 C: P y 40.2 N: P . Esta información también se puede utilizar para caracterizar la disponibilidad de nutrientes de una bahía u otro cuerpo de agua (que es difícil de medir directamente) mediante el muestreo de los pastos marinos que viven allí.
La disponibilidad de luz es otro factor que puede afectar la estequiometría de nutrientes de los pastos marinos. La limitación de nutrientes solo puede ocurrir cuando la energía fotosintética hace que los pastos crezcan más rápido que la entrada de nuevos nutrientes. Por ejemplo, los ambientes con poca luz tienden a tener una relación C: N más baja. Alternativamente, los ambientes con alto contenido de N pueden tener un efecto negativo indirecto en el crecimiento de los pastos marinos al promover el crecimiento de algas que reducen la cantidad total de luz disponible.
La variabilidad de nutrientes en los pastos marinos impacta en el manejo de aguas residuales en ambientes costeros. Las altas cantidades de descarga de nitrógeno antropogénico podrían causar eutrofización en ambientes previamente limitados en N, lo que provocaría condiciones hipóxicas en el prado de algas marinas y afectaría la capacidad de carga de ese ecosistema.
Un estudio de deposición anual de C, N y P de praderas de pastos marinos de P. Oceanica en el noreste de España encontró que el prado secuestraba 198 g de C m-2 año-1, 13.4 g de N m-2 año-1 y 2.01 g P m-2 año-1 en el sedimento. La remineralización posterior del carbono de los sedimentos debido a la respiración devolvió aproximadamente el 8% del carbono secuestrado, o 15,6 g de C m-2 año -1.

## Distribución y disminución de los ecosistemas de carbono azul

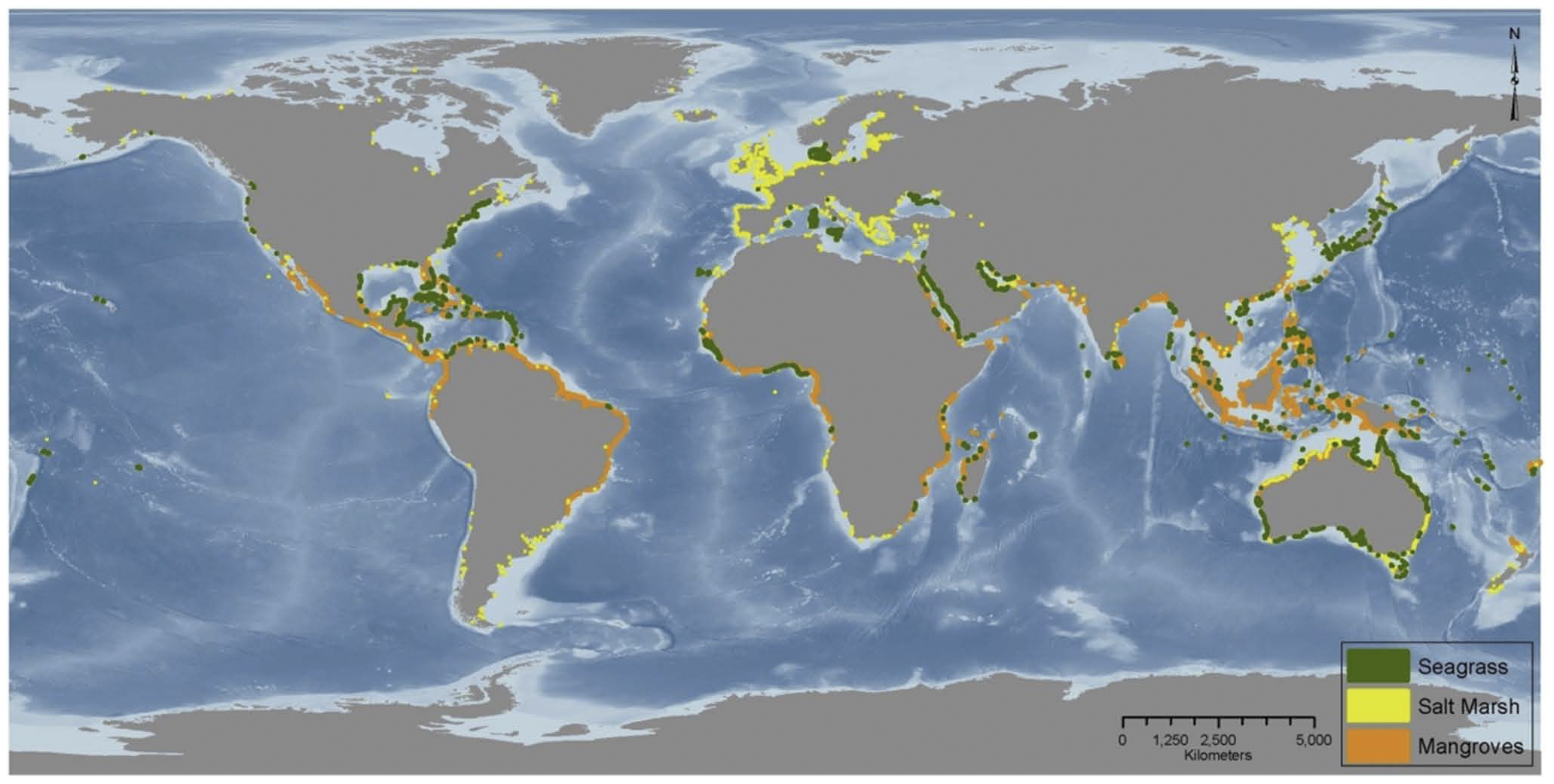
Distribución global del carbono azul.

Los pastos marinos, los manglares y los pantanos son tipos de hábitats costeros con vegetación que cubren aproximadamente 49 millones de hectáreas en todo el mundo. Los ecosistemas de pastos marinos van desde las regiones polares a las tropicales, los manglares se encuentran en los ecosistemas tropicales y subtropicales y las marismas se encuentran en su mayoría en regiones templadas, como en la costa este de los Estados Unidos. A medida que los hábitats que secuestran carbono se alteran y disminuyen, esa cantidad almacenada de C se libera a la atmósfera, continuando la tasa acelerada actual de cambio climático. Los impactos en estos hábitats a nivel mundial liberarán directa e indirectamente el carbono previamente almacenado, que había sido secuestrado en los sedimentos de estos hábitats. La disminución de los hábitats costeros con vegetación se observa en todo el mundo. Los ejemplos observados en los manglares se deben a la limpieza de los estanques de camarones, como es el caso de Indonesia, mientras que en los pastos marinos existen causas naturales debido a los patógenos y pueden verse exacerbados por los efectos antropogénicos. Las tasas cuantitativas de disminución son difíciles de calcular. Sin embargo, los investigadores estiman que si los ecosistemas de carbono azul continúan disminuyendo, por cualquier razón, 30-40% de las marismas y pastos marinos y aproximadamente el 100% de los manglares podrían desaparecer en el próximo siglo. 
La disminución de las hierbas marinas se debe a una serie de factores, como la sequía, los problemas de calidad del agua, las prácticas agrícolas, las especies invasoras, los patógenos, la pesca y el cambio climático. Más del 35% del hábitat global de manglares permanece intacto. Las disminuciones en el hábitat se deben a la represa de los ríos, la limpieza de la acuicultura, la sobrepesca y el cambio climático, según el Fondo Mundial para la Naturaleza. Casi el 16% de los manglares evaluados por la UICN están en la Lista Roja de la UICN. Debido al desarrollo urbano e industrial y otras causas, 1 de cada 6 manglares en todo el mundo están en peligro de extinción. Las presas amenazan los hábitats al disminuir la cantidad de agua dulce que llega a los manglares. La destrucción de los arrecifes de coral también juega un papel en la salud del hábitat de los manglares, ya que los arrecifes disminuyen la energía de las olas a un nivel que los manglares son más tolerantes.  
Los pantanos pueden no ser expansivos en todo el mundo en relación con los bosques, pero tienen una tasa de entierro de C que es más de 50 veces más rápida que las selvas tropicales. Las tasas de entierro se han estimado en hasta 87.2 ± 9.6 Tg C año-1, que es mayor que la de los bosques tropicales, 53 ± 9.6 Tg C año-1. Desde el siglo XIX, los pantanos se han visto perturbados debido al desarrollo y la falta de comprensión de su importancia. Las consecuencias de la degradación del hábitat de los pantanos son una disminución en el stock de C en los sedimentos, una disminución en la biomasa vegetal y, por lo tanto, una disminución en la fotosíntesis que reduce la cantidad de CO2 absorbido por las plantas, la falla de C en las hojas de las plantas para ser transferidas al sedimento, la posible aceleración de los procesos erosivos debido a la falta de biomasa de las plantas y la aceleración de la liberación de C enterrado a la atmósfera.  
Las razones para la disminución de manglares, pastos marinos y pantanos incluyen cambios en el uso de la tierra, efectos relacionados con el clima y la sequía, represas construidas en la cuenca, convergencia a la acuicultura y la agricultura, desarrollo de la tierra y aumento del nivel del mar debido al cambio climático. Los aumentos en estas actividades pueden conducir a disminuciones significativas en el hábitat disponible y, por lo tanto, aumentos en la liberación de C de los sedimentos. A medida que aumentan los efectos antropogénicos y el cambio climático, la eficacia de los sumideros de carbono azul disminuirá y las emisiones de CO2 aumentarán aún más. La pérdida de biomasa subterránea (raíces y rizomas) generará que se emita CO2 transformando estos hábitats en fuentes de carbono, en vez de secuestradores de carbono.

## Sedimentación y entierro de carbono azul
El carbono orgánico solo es secuestrado por el sistema oceánico si llega al fondo del mar y queda cubierto por una capa de sedimento. Los niveles reducidos de oxígeno en ambientes enterrados significan que las pequeñas bacterias que comen materia orgánica y respiran CO2 no pueden descomponer el carbono, por lo que se elimina del sistema de forma permanente. La materia orgánica que se hunde pero no está enterrada por una capa de sedimento suficientemente profunda está sujeta a resuspensión al cambiar las corrientes oceánicas, la bioturbación por organismos que viven en la capa superior de sedimentos marinos y la descomposición por bacterias heterotróficas. Si se produce alguno de estos procesos, el carbono orgánico se libera nuevamente en el sistema. El secuestro de carbono tiene lugar solo si las tasas de enterramiento por sedimento son mayores que las tasas de erosión, bioturbación y descomposición a largo plazo.

### Variabilidad espacial en la sedimentación
La sedimentación es la velocidad a la que la materia particulada flotante o suspendida se hunde y se acumula en el fondo del océano. Cuanto más rápida (más enérgica) sea la corriente, más sedimento puede recoger. A medida que las corrientes cargadas de sedimentos disminuyen, las partículas de la suspensión caen y descansan en el fondo del mar. Una corriente rápida puede recoger muchos granos pesados, mientras que una corriente lenta puede recoger solo pequeñas piezas. Diferentes puntos en el océano varían drásticamente cuando se trata de la cantidad de sedimento suspendido y la tasa de deposición.

#### Mar abierto
El océano abierto tiene tasas de sedimentación muy bajas porque la mayoría de los sedimentos que llegan hasta aquí son transportados por el viento. El transporte eólico representa solo una pequeña fracción de la entrega total de sedimentos a los océanos. Además, hay mucha menos vida vegetal y animal viviendo en el océano abierto que podría ser enterrado. Por lo tanto, las tasas de entierro de carbono son relativamente lentas en el océano abierto.

#### Márgenes costeros
Los márgenes costeros tienen altas tasas de sedimentación debido a la entrada de sedimentos por los ríos, que representan la gran mayoría de la entrega de sedimentos al océano. En la mayoría de los casos, los sedimentos se depositan cerca de la desembocadura del río o se transportan a lo largo de la costa debido al forzamiento de las olas. En algunos lugares, el sedimento cae en los cañones submarinos y se transporta fuera de la plataforma, si el cañón es lo suficientemente grande o la plataforma es estrecha. Los márgenes costeros también contienen especies marinas diversas y abundantes, especialmente en lugares que experimentan afloramientos periódicos. Más vida marina combinada con mayores tasas de sedimentación en los márgenes costeros crea puntos críticos para el entierro de carbono.

#### Cañones Submarinos
Los cañones submarinos son imanes para los sedimentos, ya que a medida que las corrientes transportan sedimentos en la plataforma en dirección a lo largo de la costa, el camino de la corriente cruza los cañones perpendicularmente. Cuando la misma cantidad de flujo de agua se encuentra repentinamente en aguas mucho más profundas, el agua se ralentiza y deposita sedimentos. Debido al ambiente de depósito extremo, las tasas de entierro de carbono en el Cañón de Nazare, cerca de Portugal, son 30 veces mayores que la pendiente continental adyacente. Este cañón solo representa aproximadamente el 0.03% del entierro global de carbono orgánico terrestre en sedimentos marinos. Esto puede no parecer mucho, pero el cañón submarino de Nazarre solo representa el 0,0001% del área del fondo oceánico del mundo.

### Cambios humanos en los sistemas sedimentarios globales
Los humanos han estado modificando los ciclos de sedimentos a gran escala durante miles de años a través de una serie de mecanismos.  
El efecto neto de los humanos sobre el ciclo sedimentario global es una reducción drástica en la cantidad de sedimento que llega al océano. La construcción de presas y la canalización de ríos genera una serie de problemas en las áreas costeras, incluyendo deltas que se hunden, playas cada vez más pequeñas y marismas salados que desaparecen. Además, es posible que se arruine la capacidad de los márgenes costeros para enterrar carbono azul. La destrucción de la capacidad de secuestrar carbono azul por parte de los ecosistemas costeros acelerará el cambio climático.

#### Agricultura / desmonte
El primer cambio importante en el ciclo sedimentario global ocurrió cuando los humanos comenzaron a deforestar para cultivar. En un ecosistema natural, las raíces de las plantas mantienen el sedimento en su lugar cuando llueve. Los árboles y arbustos reducen la cantidad de lluvia que afecta la tierra y crean obstáculos por los que deben fluir los arroyos del bosque. Cuando se elimina toda la vegetación, la lluvia impacta directamente sobre la tierra, no hay raíces para aferrarse al sedimento, y no hay nada que impida que la corriente fregue los bancos a medida que fluye hacia abajo. Debido a esto, el desmonte provoca un aumento en las tasas de erosión en comparación con un sistema natural. 

#### Represas
Las primeras represas datan de 3000 AC y fueron construidas para controlar las aguas de inundación para la agricultura. Cuando el flujo del río cargado de sedimentos llega al embalse de una presa, el agua se ralentiza a medida que se acumula. Como el agua más lenta no puede transportar tanto sedimento, prácticamente todo el sedimento se cae de la suspensión antes de que el agua pase a través de la presa. El resultado es que la mayoría de las represas atrapan los sedimentos. Además, el uso de represas para el control de inundaciones reduce la capacidad de los canales aguas abajo para producir sedimentos. Dado que la gran mayoría de la sedimentación ocurre durante las inundaciones más grandes, la frecuencia e intensidad reducidas de los flujos similares a las inundaciones pueden cambiar drásticamente las tasas de producción. Durante miles de años hubo muy pocas represas para tener un impacto significativo en los ciclos sedimentarios mundiales, a excepción de los impactos locales en algunos deltas de ríos como el Nilo, que fueron significativos. Sin embargo, la popularización de la energía hidroeléctrica en el siglo pasado ha provocado un enorme auge en la construcción de represas. Actualmente, solo un tercio de los ríos más grandes del mundo fluyen sin obstáculos hacia el océano.

#### Canalización
En un sistema natural, las orillas de un río serpentean de un lado a otro a medida que los diferentes canales se erosionan, se acrecientan, se abren o se cierran. Las inundaciones estacionales abruman regularmente las riberas de los ríos y depositan nutrientes en las llanuras de inundación adyacentes. Estos servicios son esenciales para los ecosistemas naturales, pero pueden ser problemáticos para los humanos, debido a la construcción de infraestructura y desarrollo urbano en cercanía a los ríos. Para ello, los ríos en áreas pobladas a menudo se canalizan, lo que significa que sus orillas y, a veces, los lechos están blindados con un material duro, como rocas u hormigón, que evita la erosión y fija la corriente en su lugar. Esto inhibe la sedimentación porque queda mucho menos sustrato blando para que el río lo lleve aguas abajo.   

## Otros factores que influyen en las tasas de secuestro del carbono azul

### Densidad de la vegetación
La densidad de la vegetación en los manglares, praderas de pastos marinos y pantanos es un factor importante en las tasas de entierro de carbono. La densidad de la vegetación debe ser suficiente para cambiar los flujos de agua lo suficiente como para reducir la erosión y aumentar la deposición de sedimentos.

### Carga de nutrientes
Se han observado aumentos en la captura y el secuestro de carbono en los ecosistemas de manglares y pastos marinos que han sido sometidos a altas cargas de nutrientes, ya sea intencionalmente o debido a los desechos de las actividades humanas. La fertilización intencional se ha utilizado en la restauración de praderas de pastos marinos. Se instalan perchas para aves marinas en el prado y los excrementos de aves son la fuente de fertilizante. La fertilización permite que las variedades de pastos marinos de rápido crecimiento se establezcan y crezcan. La composición de especies de estos prados es notablemente diferente a la pradera original de pastos marinos, aunque después de que el prado se ha restablecido y la fertilización ha terminado, los prados vuelven a una composición que se asemeja más a una pradera no perturbada. La investigación realizada en suelos de manglar del Mar Rojo ha demostrado que los aumentos en las cargas de nutrientes a estos suelos no aumentan la mineralización de carbono y la posterior liberación de CO2. No se encontró que este efecto neutral de la fertilización sea cierto en todos los tipos de bosques de manglar. Las tasas de captura de carbono también aumentaron en estos bosques debido a las mayores tasas de crecimiento de los manglares. En los bosques con aumentos en la respiración también hubo aumentos en el crecimiento de los manglares de hasta seis veces la tasa normal.

## Geoingenería y carbono azul
Un estudio del Departamento de Energía de los Estados Unidos de 2001 propuso replicar un proceso natural de secuestro de carbono en el océano mediante la combinación de agua rica en gas CO 2 con carbonato [CO −
3 <br> −
3 ] para producir un bicarbonato [HCO −
3 <br> −
3 ] lodo. En la práctica, el proceso de ingeniería podría implicar la hidratación de la CO2 del gas de combustión planta de energía y en funcionamiento a través de un lecho poroso de piedra caliza para 'fijar' el carbono en una saturado solución de bicarbonato. Esta solución podría depositarse en el mar para hundirse en el océano profundo. Se estimó que el costo de este proceso, desde la captura hasta el entierro en el océano, oscilaba entre U$D90 y U$D180 por tonelada de CO2 y dependía en gran medida de la distancia requerida para transportar piedra caliza, agua de mar y la solución de bicarbonato resultante. 
Los beneficios esperados de la producción de bicarbonato sobre la inyección directa de CO2 serían un cambio significativamente menor en la acidez de los océanos y una escala de tiempo más larga para el entierro antes de que el carbono capturado vuelva a la atmósfera.